# Дам'єн Да Сілва
Дам'єн Да Сілва (фр. Damien Da Silva, нар. 17 травня 1988, Таланс) — французький футболіст, захисник австралійського клубу «Мельбурн Вікторі».
Виступав, зокрема, за клуби «Ренн», «Руан», «Ніор» та «Кан», а також юнацьку збірну Франції.

## Клубна кар'єра
Народився 17 травня 1988 року в місті Таланс. Вихованець юнацьких команд футбольних клубів «Бордо» та «Ніор».
У дорослому футболі дебютував 2006 року виступами за команду клубу «Ніор», в якій провів три сезони, взявши участь у 39 матчах чемпіонату. 
Своєю грою за цю команду привернув увагу представників тренерського штабу клубу «Шатору», до складу якого приєднався 2009 року. Відіграв за команду з Шатору наступний сезон своєї ігрової кар'єри.
У 2011 році уклав контракт з клубом «Руан», у складі якого провів наступні два роки своєї кар'єри гравця. Більшість часу, проведеного у складі «Руана», був основним гравцем захисту команди.
З 2013 року один сезон захищав кольори команди клубу «Клермон». Граючи у складі «Клермона» також здебільшого виходив на поле в основному складі команди.
З 2014 року чотири сезони захищав кольори команди клубу «Кан». Був основним центральним захисником клубу та зіграв важливу роль у збереженні нормандським клубом прописки в еліті протягом чотирьох сезонів поспіль.
До складу клубу «Ренн» приєднався 2018 року. У бретонському клубі також став основним центральним захисником, а з відходом з клубу Бенжамена Андре став капітаном команди.

## Виступи за збірну
У 2006 році дебютував у складі юнацької збірної Франції, взяв участь у 2 іграх на юнацькому рівні, відзначившись одним забитим голом.

## Титули і досягнення
- Володар Кубка Франції (1):

«Ренн»: 2018-19